# آيت مولاي المعطي (زيز الأعلى)
آيت مولاي المعطي هو دُوَّار يقع بجماعة أمزيزل، إقليم ميدلت، جهة درعة تافيلالت في المملكة المغربية. ينتمي الدوّار لمشيخة زيز الأعلى التي تضم 7 دواوير. يقدر عدد سكانه بـ 122 نسمة حسب الإحصاء الرسمي للسكان والسكنى لسنة 2004.

## وصلات خارجية
- البوابة الوطنية للجماعات الترابية
- المندوبية السامية للتخطيط